# 梨子羽宣平
梨子羽 宣平（なしわ のぶひら）は、戦国時代の武将。小早川氏の重臣。

## 略歴
梨子羽氏（梨羽氏）は沼田小早川氏の庶流。小早川則平の弟・時春が安芸国沼田本庄の梨子羽郷一帯を領して本拠とし、地名を取って苗字を梨子羽としたことに始まる。宣平は小早川隆景の沼田小早川家入りの際には積極的に貢献し、永禄4年（1561年）の毛利元就・隆元父子が新高山城（雄高山城）訪問の際には歓迎の宴を主催した。
特に目立った活躍は伝わらないが、『小早川家文書』の座配書立には椋梨弘平と共に上座筆頭に記されていることから、隆景家臣団の中で重きをなしたものと考えられる。